# Tour de Sauterens
La tour de Sauterens est une construction du XIVe siècle, qui se dresse sur la commune de Saint-Pierre-en-Faucigny, une commune française, dans le département de la Haute-Savoie en région Rhône-Alpes.

## Situation
La tour se situe entre la gare et l'église, en retrait de l'avenue de la République. Elle est connue localement sous le nom de « tour chez Bouvard »[réf. nécessaire].

## Historique
Le toponyme « Sauterens », à l'emplacement d'une ancienne tour, proviendrait d'un patronyme, Saltarinus. Il s'agit très probablement du dérivé médiéval de saltuarius, saltarius, qui désigne un magistrat communal, chargé des forêts, un garde-champêtre. Il semble que cette charge se soit transmise. Dans les comptes de la Châtellenie du XIe siècle, une famille Tréper (Trappier) venue du Valais s'efforça de mettre en valeur les plaines et montagnes par un défrichement (l'essartement), elle séjournait à Sauterens.
Le XIVe siècle vît naître la volonté des évêques de Genève de s'installer durablement dans la vallée de l'Arve. Le 24 septembre 1306, l'existence de la tour de Sauterens est confirmée par Amédée, comte de Genève qui testa en faveur de son fils Guillaume et le fit Seigneur de Sauterens. Le 7 novembre 1415, François de Menthon, seigneur de Sauterens, octroie cinq florins de rente aux curés de l'église de « Rumilly » près de la maison de Sauterens. Un Pierre de Menthon, seigneur de Montrottier, Petit-Grésy, Sauterens est mentionné en 1451. Un François de Menthon, seigneur de Sauterens, Cormant et Beaumont, épouse en 1522 Louise, fille de Grégoire de Roverea, un contrat de mariage atteste cette seigneurie.
Dans les minutes du notaire d'Annecy, le tabellion Collomba, datées de 1601, on trouve une ordonnance concernant les moulins de « Borbonges », et en 1674 une vente à la Visitation d'Annecy, par Jacquet Gaspard de Montford, seigneur de Cohendier et de Sauterens.
Elle figure notamment sur la Mappe Sarde de 1730 sous le nom « tour de Sauterens ». En 1748, le curé Delisle écrit que « cette construction est la plus ancienne de la commune ».

## Constitution
Cette énorme bâtisse de trois étages, au cachet médiéval, n'attire pas au premier abord le regard. Bâtiment quadrangulaire de 18 m de longueur et 11 m de largeur, sa hauteur fut de 20 à 25 m. Ce donjon semble avoir fait partie d'un système défensif constitué, en outre de la tour de Vozérier, de Chastel-Gaillard et du moulin fortifié de Moëllesulaz frontière entre le Faucigny et le Genevois.
Les fondations, dont l'épaisseur des murs est de 1,90 m, sont construites de gros galets polis fréquents à la confluence de l'Arve et du Borne. Cette configuration laisse à penser que l'origine de ce bâtiment date des XIe ou XIIe siècles. Sur la droite une petite pièce dont la voûte en berceau témoigne d'une origine romane. Une grande salle de 8 à 10 m apparaît en contrebas. Elle est appareillée des mêmes pierres rondes et supporte une charpente garantissant les étages supérieurs.

## Possessions
Cette seigneurie connut de nombreux propriétaires soit par héritage, soit par alliances matrimoniales. La famille de Viry accéda, par ce biais, à la propriété du château de Cohendier en 1731, puis à la ferme du Coudray et à la tour de Sauterens et des terrains alentour.
Le comte de Viry à la fin du XIXe siècle  et au début du XXe siècle morcela ses terres pour les vendre.
En 1923, Joseph-Marie Bouvard dit « Maillet » (agriculteur et négociant en fromage), à la demande de son épouse, née Comtat, acheta la propriété dont il était locataire. L'acte de vente fut passé entre le comte Pierre-Marie-Élisée de Viry, la comtesse de Viry, née Marguerite-Anne-Louise-Bernardine de Menthon et M. Bouvard.
Joseph Bouvard, fils des précédents, aménagea la maison forte en 1946-1947. Le docteur vétérinaire, André Bouvard effectua quelques modifications, son petit-fils, Alex, a terminé une heureuse restauration.
La tour est aujourd'hui une propriété privée et ne se visite pas.